# Порта Колина
Порта Колина (Porta Collina) е градска врата в Стената на Сервий в Рим.
Намирала се е в северната част на стената на хълма Квиринал (collis Quirinalis), от което получила името си. Остатъци от вратата са открити през 19 век по време на строежа на Финансовото министерство, където се пресичат Via XX Settembre и Via Goito.
На Порта Колина започвали два важни пътя, водещи към север, Виа Салария и Виа Номентана.
През 4 век пр.н.е. галите навлизат в Рим през Порта Колина. През 211 пр.н.е. Ханибал стига до пред Порта Колина.
През ноември 82 пр.н.е. се води битка пред Порта Колина, при която Сула и Крас побеждават настъпващите към Рим самнити и лукани.
На 3 км от портата се намирал страдегическият мост Понте Саларио, който контролирал преминаването през р. Аниене.